# 井石礼司
井石 礼司（いいし れいじ、1942年9月5日 - ）は、現在の大阪府東大阪市出身の元プロ野球選手（外野手、一塁手）。左投左打。

## 経歴
中学時代は野球部と陸上部を兼任していた。天王寺高校を経て慶應義塾大学に進学する。慶應大学では2年秋にベンチ入りし、3年秋からレギュラーとなる。東京六大学野球リーグでは在学中に3度の優勝を経験、同期のエース・渡辺泰輔を擁し、1963年の全日本大学野球選手権大会でも優勝している。1964年10月には東京五輪デモンストレーションゲームとして開催された日米大学野球選抜試合に日本代表として選出されるが、出場機会はなかった。リーグ通算28試合出場、89打数31安打、打率.348、0本塁打、8打点。ベストナイン2回（外野手）。1963年秋季リーグでは規定打席に1打席足りず、首位打者を逃している。大学の同期に、渡辺と佐藤元彦、大戸洋儀（鐘紡淀川－慶大監督）がいる。
1964年秋季リーグ直前に週刊誌に「プロとの二重契約の疑い」と書かれ、その影響でリーグ戦中に退部届を提出、卒業後に東京オリオンズと契約し入団。1965年、1年目の開幕戦から右翼手、五番打者として先発出場、同年はレギュラーに定着するが打率は1割台にとどまる。翌1966年には前半戦で打率.291を記録、オールスターゲームに出場した。7月6日の対近鉄戦でプロ野球通算2万号本塁打を記録している。後半は失速し規定打席には届かなかったものの打率.256、本塁打10本という成績を残す。同年は7試合に四番打者として起用されるなど将来の主力打者として期待された。
しかし1967年はやや伸び悩み、1968年には、アルトマン、ロペスが加入して外野の層が厚くなったため、その後は主に代打として起用される。1970年には調子が上がらず、わずか4安打に終わる。しかし巨人との日本シリーズでは第2戦で倉田誠、第4戦で渡辺秀武から本塁打を放ち、8打数4安打6打点と活躍。このシリーズの敢闘賞に輝いた。
1972年には広島東洋カープへ移籍するが、結果は残せずに1973年限りで引退した。引退後は、ゴルフショップ「ゴルフプラザ72」に勤務した。
1966年7月6日の近鉄戦で記録したプロ野球通算2万号は、当時はこの試合で本塁打を打った近鉄のマイク・クレスニックが記録したとされてきた。しかし、現役引退後の1976年1月、報知新聞社の調査でプロ野球の通算本塁打が1本多く集計されていた事が明らかになり、この時に井石が記録したことが判明した。85年4月23日に近鉄の仲根政裕がプロ野球通算5万号を記録した際、ロッテは井石の記録が表彰されていないと知り、この記録は「球団にとっても名誉なこと。ウチが表彰すべき」として5月4日、川崎球場内の球場事務所に井石を招き、表彰した。
一時、黒柳徹子の妹である黒柳眞理と結婚していた。また実弟には早大で活躍し、1969年秋季リーグベストナイン（二塁手）に選出された井石裕也がいる。

## 詳細情報

### 年度別打撃成績
| 年 度     | 球 団       | 試 合 | 打 席 | 打 数 | 得 点 | 安 打 | 二 塁 打 | 三 塁 打 | 本 塁 打 | 塁 打 | 打 点 | 盗 塁 | 盗 塁 死 | 犠 打 | 犠 飛 | 四 球 | 敬 遠 | 死 球 | 三 振 | 併 殺 打 | 打 率 | 出 塁 率 | 長 打 率 | O P S |
| --------- | ----------- | ----- | ----- | ----- | ----- | ----- | -------- | -------- | -------- | ----- | ----- | ----- | -------- | ----- | ----- | ----- | ----- | ----- | ----- | -------- | ----- | -------- | -------- | ----- |
| 1965      | 東京 ロッテ | 121   | 378   | 338   | 24    | 64    | 13       | 1        | 3        | 88    | 32    | 0     | 4        | 2     | 3     | 31    | 0     | 4     | 52    | 4        | .189  | .263     | .260     | .524  |
| 1966      | 東京 ロッテ | 111   | 342   | 316   | 29    | 81    | 19       | 0        | 10       | 130   | 39    | 1     | 4        | 4     | 1     | 16    | 0     | 5     | 54    | 8        | .256  | .302     | .411     | .713  |
| 1967      | 東京 ロッテ | 88    | 262   | 240   | 18    | 52    | 7        | 2        | 7        | 84    | 27    | 3     | 1        | 3     | 1     | 16    | 1     | 2     | 54    | 4        | .217  | .270     | .350     | .620  |
| 1968      | 東京 ロッテ | 57    | 103   | 88    | 5     | 17    | 1        | 0        | 3        | 27    | 13    | 0     | 1        | 0     | 2     | 9     | 0     | 4     | 20    | 1        | .193  | .291     | .307     | .598  |
| 1969      | 東京 ロッテ | 63    | 81    | 74    | 7     | 17    | 4        | 0        | 3        | 30    | 13    | 0     | 0        | 0     | 1     | 4     | 0     | 2     | 13    | 0        | .230  | .284     | .405     | .689  |
| 1970      | 東京 ロッテ | 28    | 28    | 23    | 0     | 4     | 0        | 0        | 0        | 4     | 3     | 0     | 0        | 0     | 2     | 3     | 0     | 0     | 5     | 0        | .174  | .250     | .174     | .424  |
| 1971      | 東京 ロッテ | 59    | 71    | 62    | 1     | 13    | 1        | 1        | 0        | 16    | 4     | 1     | 0        | 0     | 1     | 6     | 1     | 2     | 9     | 0        | .210  | .296     | .258     | .554  |
| 1972      | 広島        | 35    | 40    | 39    | 2     | 6     | 1        | 0        | 1        | 10    | 3     | 0     | 0        | 0     | 0     | 1     | 0     | 0     | 8     | 0        | .154  | .175     | .256     | .431  |
| 1973      | 広島        | 19    | 21    | 20    | 1     | 4     | 2        | 1        | 0        | 8     | 2     | 0     | 0        | 0     | 0     | 1     | 0     | 0     | 7     | 0        | .200  | .238     | .400     | .638  |
| 通算：9年 | 通算：9年   | 581   | 1326  | 1200  | 87    | 258   | 48       | 5        | 27       | 397   | 136   | 5     | 10       | 9     | 11    | 87    | 2     | 19    | 222   | 17       | .215  | .276     | .331     | .607  |

- 東京（東京オリオンズ）は、1969年にロッテ（ロッテオリオンズ）に球団名を変更

### 表彰
- 日本シリーズ敢闘賞：1回 （1970年）

### 記録
- オールスターゲーム出場：1回 （1966年）

### 背番号
- 25（1965年 - 1971年）
- 29（1972年 - 1973年）